# Alba Hurup Larsen
Alba Sophia Hurup Larsen (Roskilde, 12 de dezembro de 2008) é uma pilota dinamarquesa que compete na F1 Academy pela MP Motorsport com o apoio da Tommy Hilfiger e no Campeonato Britânico de F4 pela Christopher Dittman Racing. Larsen tem contrato com a Academia de Pilotos da Ferrari a partir de 2026.

## Carreira

### Cartismo
Larsen começou a correr de kart em 2020, competindo principalmente em categorias da IAME até 2024. Durante sua trajetória no kart, conquistou o Campeonato de Kart da Zelândia de 2023 na categoria Dasu júnior. Em 2023, Larsen também se tornou a última vencedora da categoria sênior do programa da FIA Girls on Track – Rising Stars.

### Fórmulas inferiores
Larsen fez sua estreia nos monopostos no final de 2024, correndo no Campeonato Indiano de F4 pela Speed Demons Delhi, administrada pela MP Motorsport. Correndo apenas nas duas primeiras etapas da temporada, Larsen obteve como melhor resultado um sexto lugar na primeira corrida em Chennai. No início de 2025, Larsen assinou com a Jenzer Motorsport para competir na Fórmula Winter Series. Na primeira etapa da temporada em Algarve, Larsen terminou em décimo quinto nas duas primeiras corridas e se manteve longe de problemas durante a úmida terceira corrida para terminar em décimo nono. Depois de um fim de semana difícil em Valência, onde só conseguiu obter como melhor resultado o vigésimo primeiro lugar, Larsen melhorou seu melhor resultado da temporada ao terminar em décimo quarto na primeira corrida em Aragão, no que viria a ser sua última etapa na série, enquanto ela se concentrava nos testes de pré-temporada da F1 Academy.
Em 7 de abril de 2025, foi anunciado que Larsen competiria em meio período no Campeonato Britânico de F4 pela Chris Dittmann Racing. Correndo na rodada de abertura da temporada no circuito nacional de Donington Park, Larsen terminou em décimo quinto e décimo quarto nas duas primeiras corridas e encerrou o fim de semana em décimo sexto e terminando a rodada em quarto lugar na classificação da Challenge Cup.

### F1 Academy
No final de 2024, foi anunciado que Larsen correria na F1 Academy pela MP Motorsport com o apoio da Tommy Hilfiger. Qualificando-se em terceiro na estreia em Xangai, Larsen terminou em quarto na pista na corrida de sprint com grid invertido, mas foi posteriormente penalizada por uma colisão anterior com Emma Felbermayr e caiu para sétimo. Na corrida principal, Larsen ficou em terceiro na maior parte do tempo, mas foi ultrapassada por Chloe Chambers nos momentos finais e caiu para quarto quando a corrida terminou.

## Registros na carreira

### Sumário da carreira automobilística
| Temporada | Categoria             | Equipe                | Corridas | Vitórias | Poles | V.M.R. | Pódios | Pontos | Classificação |
| --------- | --------------------- | --------------------- | -------- | -------- | ----- | ------ | ------ | ------ | ------------- |
| 2024      | F4 Indiana            | Speed Demons Delhi    | 5        | 0        | 0     | 0      | 0      | 13     | 18.º          |
| 2025      | Formula Winter Series | Jenzer Motorsport     | 9        | 0        | 0     | 0      | 0      | 0      | 34.º          |
| 2025      | F1 Academy            | MP Motorsport         | 8        | 0        | 0     | 0      | 0      | 46*    | 6.º*          |
| 2025      | F4 Britânica          | Chris Dittmann Racing | 9        | 0        | 0     | 0      | 0      | 11*    | 19.º*         |
| Fonte:    |                       |                       |          |          |       |        |        |        |               |

* Temporada em andamento.

### Resultados na F4 Indiana
(legenda) (resultados em negrito indicam pole position; resultados em itálico indicam volta mais rápida)
| Ano  | Equipe             | 1         | 2         | 3         | 4       | 5       | 6      | 7      | 8      | 9      | 10     | 11     | 12     | 13     | 14     | 15     | Pontos | Pos |
| ---- | ------------------ | --------- | --------- | --------- | ------- | ------- | ------ | ------ | ------ | ------ | ------ | ------ | ------ | ------ | ------ | ------ | ------ | --- |
| 2024 | Speed Demons Delhi | MAD1 1 13 | MAD1 2 11 | MAD1 3 10 | CHE 1 6 | CHE 2 8 | MAD2 1 | MAD2 2 | MAD2 3 | MAD2 4 | KAR1 1 | KAR1 2 | KAR1 3 | KAR2 1 | KAR2 2 | KAR2 3 | 13     | 18º |

### Resultados na Formula Winter Series
(legenda) (resultados em negrito indicam pole position; resultados em itálico indicam volta mais rápida)
| Year | Equipe            | 1        | 2        | 3        | 4         | 5         | 6        | 7        | 8        | 9        | 10    | 11    | 12    | Pontos | Class. |
| ---- | ----------------- | -------- | -------- | -------- | --------- | --------- | -------- | -------- | -------- | -------- | ----- | ----- | ----- | ------ | ------ |
| 2025 | Jenzer Motorsport | POR 1 15 | POR 2 15 | POR 3 19 | CRT 1 Ret | CRT 2 30† | CRT 3 21 | ARA 1 14 | ARA 2 21 | ARA 3 17 | CAT 1 | CAT 2 | CAT 3 | 0      | 34º    |

### Resultados na F1 Academy
(legenda) (resultados em negrito indicam pole position; resultados em itálico indicam volta mais rápida)
| Ano  | Equipe        | 1       | 2       | 3       | 4       | 5        | 6       | 7       | 8       | 9       | 10    | 11    | 12    | 13    | 14    | 14    | Pontos | Class. |
| ---- | ------------- | ------- | ------- | ------- | ------- | -------- | ------- | ------- | ------- | ------- | ----- | ----- | ----- | ----- | ----- | ----- | ------ | ------ |
| 2025 | MP Motorsport | XAN 1 7 | XAN 2 4 | JED 1 5 | JED 2 5 | MIA 1 11 | MIA 2 C | CAN 1 5 | CAN 2 5 | CAN 3 8 | ZAN 1 | ZAN 2 | SIN 1 | SIN 2 | LVG 1 | LVG 2 | 46*    | 6*     |

* Temporada em andamento.

### Resultados na F4 Britânica
(legenda) (resultados em negrito indicam pole position; resultados em itálico indicam volta mais rápida)
| Ano  | Equipe                | 1        | 2         | 3        | 4       | 5       | 6       | 7        | 8        | 9        | 10       | 11        | 12       | 13       | 14        | 15       | 16      | 17      | 18       | 19        | 20       | 21    | 22    | 23    | 24     | 25     | 26     | 27     | 28     | 29     | 30     | 31     | 32     | Pontos | Class. |
| ---- | --------------------- | -------- | --------- | -------- | ------- | ------- | ------- | -------- | -------- | -------- | -------- | --------- | -------- | -------- | --------- | -------- | ------- | ------- | -------- | --------- | -------- | ----- | ----- | ----- | ------ | ------ | ------ | ------ | ------ | ------ | ------ | ------ | ------ | ------ | ------ |
| 2025 | Chris Dittmann Racing | DPN 1 15 | DPN 2 146 | DPN 3 16 | SILGP 1 | SILGP 2 | SILGP 3 | SNE 1 16 | SNE 2 22 | SNE 3 16 | THR 1 11 | THR 2 175 | THR 3 18 | OUL 1 14 | OUL 2 164 | OUL 3 15 | SILGP 1 | SILGP 2 | ZAN 1 14 | ZAN 2 185 | ZAN 3 18 | KNO 1 | KNO 2 | KNO 3 | DPGP 1 | DPGP 2 | DPGP 3 | SILN 1 | SILN 2 | SILN 3 | BHGP 1 | BHGP 2 | BHGP 3 | 20*    | 22*    |

* Temporada em andamento.